# Албанска народна ношња
Традиционална албанска ношња обухвата више од 500 различитих врста народних ношњи у целој Албанији и на територијама и заједницама у којима се говори албански (укључујући Арбереш у Италији, Арваните у Грчкој и Арбанасе у Хрватској ). Забележена историја одеће Албаније сеже у класична времена. То је један од фактора који је овај народ разликовао од других европских земаља, још из илирског периода.
Скоро свака културна и географска регија у земљи има своју специфичну разноликост ношње која варира у детаљима, материјалу, боји, облику и облику. Албанска народна ношња је често украшена симболичким елементима илирског античког паганског порекла, попут сунца, орлова, месеца, звезда и змија. Тканине се традиционално праве ткањем одеће на разбојима. До данас, неки конзервативни старци и жене углавном са севера носе традиционалну одећу у свакодневном животу. Уместо тога, старије жене са југа обично носе потпуно црну одећу. Мушкарци и дечаци обично се виде у дугим, белим сукњама и дугим чарапама које су сличне хулахопкама.

## Делови ношње
Албанска народна ношња се састоји од следећег

### Шешири

#### Мушкарци
Следећи шешири су у употреби за мушкарце:
- Кече: врста капе коју носе мушкарци у Албанији, на Косову и у деловима Грчке и Северне Македоније који говоре албански. У централној Албанији (Тирана, Драч, Каваја) је купастог облика, а у северној Албанији и на Косову округлог.
- Албански шешир[3] типично ношен током XV до XVIII века [4] и овековечен на Онуфријевим сликама.
- Килафе: вунени високи шешир који се носио у јужној Албанији.[5]

#### Жене
Следећи шешири су у употреби за жене:
- Капица: шешир за жене.
- Ланги, други називи укључују: пешкира, риза, мархаме, пашник .
- Левере : шешир правилног облика.
- Крике: шешир квадратног облика.[6]

#### Панталоне и одећа за горњи део тела
- Фустанела: традиционална одећа налик сукњи коју носе мушкарци.
- Тирк: дуге панталоне које носе мушкарци.[7]
- Брекуша: за мушкарце и жене.[8]
- Ђублета: Носе само жене.
- Мбештјелесе: Носе само жене.[9]

### Џемадан
Џемадан је традиционални прслук који носе мушкарци Албанци широм Албаније, на Косову, Албанци у Северној Македонији, Албанци у Србији, Албанци у Црној Гори и у селима Арбереш у Италији.

### Брези
Брези су традиционални појасеви које носе мушкарци Албанци широм Албаније, на Косову, у Северној Македонији, Србији, Црној Гори и у селима Арбереш у Италији.

### Чорапе
Чорапе су традиционалне чарапе које носе мушкарци Албанци широм Албаније, на Косову, у Северној Македонији, Србији, Црној Гори и у селима Арбереш у Италији.

### Опинга
Опинга : (Уметничке сандале), су традиционалне ципеле које носе мушкарци Албанци широм Албаније, на Косову, у Северној Македонији, Србији, Црној Гори и у селима Арбереш у Италији.

## Галерија
- албански народни певачи
- Средње албанске женске хаљине
- Женска јакна без рукава
- Арбереши женска одећа
- Арбереши женска одећа
- Костими из Дибера
- Фустанела
- Албанци у Грчкој
- Албанац у Египту
- Традиционална одећа
- Албанска одећа са Велике Малесије
- Са Косова
- Са Косова
- Одећа региона Келменд